# Kruševica (gmina Raška)
Kruševica (cyr. Крушевица) – wieś w Serbii, w okręgu raskim, w gminie Raška. W 2011 roku liczyła 94 mieszkańców.